# 朝日ななみ
朝日 ななみ（あさひ ななみ、1999年1月22日 - ）は、日本のグラビアモデル、女優。エイジアプロモーション所属。
かつては咲良 七美（さくら ななみ）名義で活動していたが、2018年5月に同じ読みで咲良 七海に変更し、更にエイジアプロモーション移籍に伴い現在の芸名に改名している。

## 来歴
新潟県生まれ。ラフォーレ原宿で買い物をしている際にスカウトされ芸能界入り。
2018年5月に「ななみ」部分を本名表記の七海に変更した。6月に「週刊プレイボーイ」でグラビアデビューを果たした。
2019年1月25日に1stイメージDVD「10センチより、そばにいて」を2月22日に発売することを発表した。
2020年にエイジアプロモーションへ移籍し、芸名を朝日ななみに改名。2021年「BUBKA」2月号にて、エイジアプロモーション移籍後、初グラビアを披露した。

## 人物
- 趣味は、映画鑑賞、プロレス鑑賞、滝行。特技は、クラリネット、トロンボーン、料理、占いである[1]。プロレスはルチャ・リブレに出会い人生観が変わり、自らも身体を使った演技ができるようにとアクションに取り組む[7]。プロレス観戦のきっかけに新日本プロレスで観た内藤哲也と高橋ヒロムを挙げている[8]。
- 憧れの女優は有村架純[2]。
- 女優志望だが、童顔ながらバスト86cm Fカップのギャップが魅力と水着グラビア初披露以来オファーが続いていること、海や山などのロケ地が好きなこともあり継続[4]。
- 好物は餅[9]。後述の『ゴチャまぜっ!』で話して以来ファンから差し入れでもらうようになる[9]。

## 出演

### ラジオ
- オレたちゴチャ・まぜっ!〜集まれヤンヤン〜（2021年4月25日 -2022年4月17日 、MBSラジオ）- ヤンヤンガールズ13期生

### 音声配信
- よゐこ有野のノーギャラジオ（2022年6月13日、Radiotalk）[10]

### テレビドラマ
- 私のおじさん〜WATAOJI〜 第3話（2019年、テレビ朝日）[1][11]
- 名探偵ステイホームズ（2022年、日本テレビ） - 高尾ミーナ 役
- オリバーな犬、 (Gosh!!) このヤロウ シーズン2 第5話・第6話（2022年、NHK）
- 私は整形美人(2025年1月17日 、フジテレビ)
- 恋は闇 第1話（2025年4月16日、日本テレビ） - 花邑百合子の料理教室の友人 役
- 恋愛ルビの正しいふりかた（2025年7月14日 - 、TOKYO MX） - 椎名葵 役[12]
- 極道上司に愛されたら（2025年7月23日 - 、MBS・TBS） - 遠藤ゆみ 役[13]

### ウェブドラマ
- 取り立て屋ハニーズ 第5話、第6話（2021年、ひかりTV）- 御沢亜依 役[1]
- 脳内がハルトくんになった私は妄想が止まりません。（2022年12月28日、BUMP）- ナナミ 役[14][15]
- 私たちの精密学校（2024年5月15日、BUMP）- 池田アカネ 役
- オフラインラブ（2025年2月18日全10話、Netflix）- ナナミ（朝日ななみ）※恋愛リアリティ

### 映画
- 名前のない女たち うそつき女（2018年、渋谷プロダクション）[2]

### 舞台
- 朗読劇「Greif」（2018年12月20日 - 23日、東京・千本桜ホール）
- 春一番の吹くころに（2018年3月1日 - 5日、両国・Air studio）- 亀山役[2]
- HERO（2019年7月31日 - 8月4日、東京・有楽町ヒューリックホール東京）- ヒーローPINK役[16]
- アントン・チェーホフ「三人姉妹」（2024年、マコンドープロデュース）- イリーナ役

### MV
- Ms.OOJA「sakura」（2018年4月）[2]

### モデル
- 甲子園 99 周年記念グッズモデル（2017年）
- アディダスジャパン サッカー日本代表ユニフォームキャンペーン（2018年）

### パチスロ
- ラブ嬢3〜Wご指名はいかがですか？〜（2023年12月、アムテックス）[17]

## 作品

### イメージビデオ
- 10センチより、そばにいて（2019年2月22日、リバプール）